# Чемпионат СНГ по греко-римской борьбе
Чемпионат СНГ по греко-римской борьбе — соревнование борцов греко-римского стиля из стран СНГ, проведённое 16—18 января 1992 года во дворце спорта «Дон» в Ростове-на-Дону. Этот турнир был одним из этапов отбора в Объединённую команду, которая представляла страны СНГ на Олимпийских играх в Барселоне.

## Медалисты
| Весовая категория            | Золото                       | Серебро                       | Бронза                     |
| ---------------------------- | ---------------------------- | ----------------------------- | -------------------------- |
| До 48 кг Наилегчайший вес    | Зафар Гулиев Россия          | Гайратула Абдулаев Узбекистан | Сергей Суворов Россия      |
| До 52 кг Легчайший вес       | Альфред Тер-Мкртчян Армения  | Олег Кучеренко Украина        | Самвел Даниелян Россия     |
| До 57 кг Полулёгкий вес      | Сергей Буланов Россия        | Валерий Никоноров Россия      | Александр Игнатенко Россия |
| До 62 кг Лёгкий вес          | Сергей Мартынов Россия       | Григорий Комышенко Украина    | Александр Пойда Россия     |
| До 68 кг 1-й полусредний вес | Камандар Маджидов Белоруссия | Захраб Аббасов Россия         | Олег Токарев Молдавия      |
| До 74 кг 2-й полусредний вес | Беслан Чагиев Россия         | Руслан Жумабеков Казахстан    | Виктор Мамиашвили Россия   |
| До 82 кг 1-й средний вес     | Даулет Турлыханов Казахстан  | Виктор Малов Россия           | Мурат Карданов Россия      |
| До 90 кг 2-й средний вес     | Вячеслав Олейник Украина     | Георгий Когуашвили Россия     | Бахва Чхартишвили Украина  |
| До 100 кг Полутяжёлый вес    | Сергей Демяшкевич Белоруссия | Анатолий Федоренко Белоруссия | Ибрагим Шовхалов Россия    |
| До 130 кг Тяжёлый вес        | Александр Карелин Россия     | Пётр Коток Украина            | Андрей Строчко Белоруссия  |